# Kružberk
Kružberk (deutsch Kreuzberg) ist eine Gemeinde in Tschechien. Sie liegt 20 Kilometer südwestlich des Stadtzentrums von Opava an der Moravice und gehört zum Okres Opava.

## Geographie
Kružberk befindet sich am Übergang des Niederen Gesenkes in die Oderberge linksseitig der Moravice und erstreckt sich in Nord-Süd-Richtung. Zu dem sich nördlich anschließenden Staré Lublice besteht ein fließender Übergang. Westlich des am Rande des Naturparkes Moravice befindlichen Dorfes liegt die Talsperre Kružberk.
Nachbarorte sind Staré Lublice und Nové Lublice im Norden, Moravice im Nordosten, Jánské Koupele, Moravický Mlýn und Mokřinky im Osten, Zálužné im Südosten sowie Staré Těchanovice im Süden.

## Geschichte
Erstmals urkundlich erwähnt wurde das Dorf Creuczenburg im Jahre 1377 im Zuge der Erbteilung des Herzogtum Troppau durch die Söhne des Herzogs Nikolaus II. Es gehörte zur Grundherrschaft Krahují, die zum Ende des 15. Jahrhunderts unterging. Im Laufe der Zeit wandelte sich der Name des Ortes in Kreuzberg und die Lehnsmänner wechselten öfters. Heinrich Kosíř von Creuczenburg besaß den Ort 1429. 1439 wurde das Dorf zwischen Dětoch von Schönwald und Dětoch von Čochtendorf geteilt. Nachfolgend waren noch die Stosch von Kaunitz und Herren von Würben und Freudenthal mit Kreuzberg belehnt.
1620 kaufte Karl von Liechtenstein Kreuzberg auf und gliederte das Dorf in die herzogliche Kammerherrschaft ein. Bis zur Ablösung der Patrimonialherrschaften im Jahre 1848 blieb Kreuzberg direkter Besitz des Herzogtums Troppau und wurde dann eine selbstständige Gemeinde im politischen Bezirk Troppau. Gerichtssitz wurde Wigstadtl. 1930 hatte Kreuzberg 209 Einwohner und in Alt Lublitz waren es 438.
Nach dem Münchner Abkommen wurde der Ort, der eine deutschsprachige Mehrheit hatte, dem Deutschen Reich zugeschlagen und gehörte bis 1945 zum Landkreis Troppau. Nach dem Zweiten Weltkrieg wurden die deutschen Bewohner vertrieben.
Zwischen 1949 und 1960 war Kružberk Teil des Okres Vítkov und kam nach dessen Auflösung bei der Gebietsreform an den Okres Opava zurück. 1952 erfolgte die Vereinigung der Gemeinden Staré Lublice und Kružberk zur Gemeinde Lublice, deren Name 1962 in Kružberk geändert wurde. 1955 war der Bau der Talsperre Kružberk abgeschlossen. Zwischen 1973 und 1978 waren die Gemeinden Kružberk und Nové Lublice vereinigt. 1979 erfolgte die Eingemeindung nach Budišov nad Budišovkou. 1990 erhielt Kružberk einschließlich des Ortsteiles Staré Lublice seine Selbständigkeit zurück.
Unterhalb der Staumauer liegen die Cvičné skály, die als Übungsfelsen für Felskletterer dienen.

## Ortsgliederung
Für die Gemeinde Kružberk sind keine Ortsteile ausgewiesen. Zur Gemeinde gehört die Ortslage Staré Lublice (Alt Lublitz).

## Sehenswürdigkeiten
- Pfarrkirche St. Florian
- Kirchlein St. Peter und Paul, erbaut im 15. Jahrhundert